# Isoroy
Isoroy曾长期是法国最重要的木质板材生产企业，但自21世纪初开始逐渐衰落。

## 历史

### 起源与合并
Isoroy的工业发展始于19世纪末。其前身Leroy公司位于法国卡爾瓦多斯省，最初专注于奶酪盒和水果木箱的制造。自1892年起，该公司利用奶酪盒的细木片，涉足航空领域，特别是轻质且坚固的双翼机木材加工。
与此同时，另一家筲箕制造商（后发展为Isorel公司）每日消耗大量鞣质（通过栗木浸泡干燥提取的粉末）用于皮革防水处理。然而，该公司面临一个问题——如何处理加工后的废木。最终，他们发现这些木材经纤维化后仍能通过木质素保持结合，经过压缩后形成了第一种商业化的木质板材——Isorel板。
1982年，Isorel与Leroy以及Baradel（专门生产刨花板及三聚氰胺塑合板的家族企业）联合，形成Isoroy集团。这次合并是法国总统弗朗索瓦·密特朗推动的工业重组的一部分，旨在挽救三家陷入困境的公司。

### 重组与复苏
尽管进行了合并，Isoroy仍未能扭转亏损局面。该集团在1986年法國立法選舉后几天宣告破产，三年内亏损5.6亿法郎，财务成本吞噬了7%的营业额。
在商业法庭中，布列塔尼企业家弗朗索瓦·皮诺（François Pinault）以象征性的1法郎价格击败Séribo集团，承诺不会拆分公司，并获得新政府提供的2.5亿法郎特别援助。皮诺的Pinault Bois公司借此扩大一倍规模，使Isoroy成为法国木质板材行业的龙头企业。1991年，Isoroy拥有2700名员工，营业额达22亿法郎，尽管投资额高达10亿法郎，并伴随着超过1000个岗位的裁撤，公司最终恢复盈利。然而，建筑和家具行业的危机削弱了Isoroy的利润率。
1992年，皮诺退出Isoroy，并在法国于塞勒建造了该集团的最后一座新工厂。这一决定既是基于当地丰富的木材资源，也是出于皮诺与当地议员雅克·希拉克的政治联系。
1992年，德国木质板材专家Glunz集团收购Isoroy。在此期间，贝特朗·梅赫（Bertrand Meheut）曾短暂担任公司总裁（1995年12月至1996年3月）。随后，Isoroy通过收购意大利Gemina Batiglia集团旗下Torsyl工厂（1994年，现为勒克勒佐工厂）以及1995年从圣戈班集团收购Rol-tech，扩大了其业务版图。
1998年，葡萄牙Sonae Indústria集团收购Glunz公司，Isoroy成为其法国子公司。
2000年，因胶合板业务的特殊性，Isoroy成立普利索霍尔（Plysorol）公司以整合该领域。普利索霍尔后成为Sonae Capital的子公司，2009年被山东“隆盛集团”和中资加蓬“诚信木材”公司收购。然而，2010年Plysorol再次陷入财务困境，最终进入破产管理程序。目前，该公司的法国工厂位于利雪、丰特奈勒孔特和埃佩尔奈。

### 关闭和转移
2009年2月初，Isoroy决定在6月底前关闭沙穆耶（聖迪濟耶）和沙泰勒罗工厂。前者主要生产中密度纖維板，后者生产定向纖維板。沙穆耶工厂因欧洲市场产能过剩和环保升级成本高昂而被关闭，而沙泰勒罗工厂因竞争对手Kronofrance在羅亞爾河畔敘利设立了更大规模的工厂而受到冲击。此外，沙泰勒罗工厂远离主要木材供应地（利穆赞、大区中心、朗德和布列塔尼），进一步影响了其竞争力。
在这两种情况下，工厂都位于市区，无法进一步扩展。随着这两个工厂的关闭，Isoroy仅剩连续压机，并停止使用最后两台采用较旧技术的多层压机。
2010年，Isoroy出售翁弗勒尔工厂，而吕尔工厂被宜家家居集团旗下Swedspan收购。2014年，勃艮第大区的欧塞尔（Auxerre）和勒克鲁佐（Le Creusot）两座工厂被奥地利Kronospan集团收购，而科雷兹大区于塞尔（Ussel）工厂则被Panneaux de Corrèze公司接手。
Isoroy在法国曾经运营的工厂包括：2008年3月出售给德国Steico集团的卡斯泰尔雅卢工厂；位于沙穆耶的Isoroy Transformation工厂，于2007年出售后更名为Renfortech，并于2011年被德国Homatherm公司收购；2003年1月出售的Labruguière的La Tarnaise des Panneaux工厂；以及现已关闭的迪沃河畔圣皮埃尔、Saborec Strasbourg和Rol-tech 罗什福尔（夏朗德-海事省）三座工厂。此外，Isoroy在收购圣戈班集团旗下ROL子公司的胶合板业务后，立即关闭了位于尼奥尔的最后一家ROL工厂，该工厂最初属于Rougier集团，并在ROL（Rougier Ocean Landex）成立时纳入旗下。
截至2015年底，Isoroy已不再拥有任何工业生产基地，仅剩位于兰克斯的Darbo工厂仍在运营，并由Sonae Indústria旗下Tafisa France公司管理。

## 市场
在普利索霍尔成立后，胶合板生产与Isoroy的其他工艺业务分离，该公司专注于三大类产品：塑合板、中密度纖維板和定向纖維板。刨花板和MDF板可进行三种形式的销售：三聚氰胺饰面、切割定制或漆面处理。
所有Isoroy工厂均具备生产PEFC认证的板材能力，并获得ISO 9001质量管理认证。

## 品牌
- 塑合板
  - Novoplac
  - Novodal
  - Novophen
  - Panoflam

- 中密度纖維板
  - Medium
  - Topan Colour

- 纤维板（干法）
  - Agepan

- 三聚氰胺板（刨花板和中密度纤维板）
  - Innovus